# 下道色夫多
下道 色夫多（しもつみち の しこぶた、生没年不詳）は、奈良時代の貴族。姓は臣のち朝臣。官位は従五位下・備後介。

## 経歴
『新撰姓氏録』「左京皇別」によると、「下道朝臣」は「吉備朝臣」と同祖で、稚武彦命の孫吉備武彦命の後であるとなっている。
称徳朝の天平神護元年（765年）正月7日、改元とともに日置蓑麻呂・多治比長野・多治比乙麻呂・中臣習宜山守・弓削秋麻呂・弓削牛養らとともに外従五位下から内位の従五位下に昇叙。
天平神護2年（766年）5月、主殿助の色夫多に朝臣姓が与えられている。
天平神護3年5月、備後介に任じられる。光仁朝以降の事績については知られていない。

## 官歴
『続日本紀』による。
- 時期不詳：外従五位下
- 天平神護元年（765年）正月7日：従五位下（内位）
- 天平神護2年（766年）臣から朝臣に改姓。
- 天平神護3年（767年）5月9日：10月2日：備後介